# Réformes Cardwell

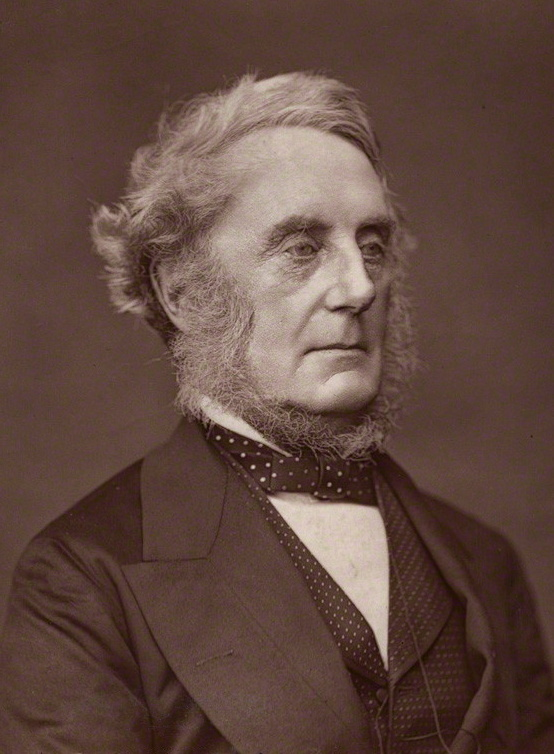
Edward Cardwell, 1er vicomte Cardwell

Les réformes Cardwell étaient une série de réformes de la British Army (armée britannique) entreprises par le secrétaire d'État à la Guerre Edward Cardwell entre 1868 et 1874 avec le soutien du Premier ministre libéral William Ewart Gladstone. Gladstone ne s'intéressait guère aux affaires militaires, mais il était très attaché à l'efficacité. En 1870, il fait adopter par le Parlement des changements majeurs dans l'organisation de l'armée. Le triomphe éclatant de l'Allemagne sur la France lors de la guerre franco-prussienne a prouvé que le système prussien de soldats professionnels dotés d'armes modernes était bien supérieur au système traditionnel de gentlemen-soldiers utilisé par la Grande-Bretagne.
Les réformes n'étaient pas radicales ; elles couvaient depuis des années et Gladstone a saisi le moment pour les mettre en œuvre. L'objectif était de centraliser le pouvoir du Bureau de la Guerre (War Office), d'abolir l'achat des commissions des officiers et de créer des forces de réserve stationnées en Grande-Bretagne en établissant de courtes durées de service pour les hommes enrôlés. L'abolition du système d'achat est controversée. Les familles des officiers avaient investi des millions de livres dans les commissions et lorsqu'un homme était promu, il vendait sa commission inférieure pour aider à payer la commission supérieure plus coûteuse. Un projet de loi déposé aux Communes visait à rembourser aux officiers la totalité du prix d'achat, mais la mesure a été rejetée. Le gouvernement a alors annoncé que tous les achats étaient supprimés, détruisant ainsi la valeur de ces commissions. La Chambre des Lords a adopté la législation corrective et les dernières dépenses effectuées par les officiers ont été remboursées.

## Contexte
Cinq commissions royales ont traité des réformes de l'armée avant 1870. Celle de 1857 fut la plus controversée, Sir Charles Trevelyan faisant campagne pour l'abolition de l'achat des commissions. Le tarif en vigueur était de 2 400 livres sterling (£) pour un poste de capitaine et de 7 000 £ pour une promotion au grade de lieutenant-colonel. L'idéal de la classe moyenne, à savoir la sélection par le mérite et l'éducation, ne se retrouve que dans l'artillerie et le génie, les autres branches étant aux mains de la riche gentry terrienne. Le réservoir est limité, de sorte que la fourniture d'une armée de seulement 25 000 hommes en Crimée a privé la Grande-Bretagne de presque tous les soldats formés. La leçon fut renforcée par la mutinerie indienne, dont la répression nécessita une fois de plus la quasi-totalité de l'armée britannique utilisable. La Commission a rendu son rapport en 1862, mais peu de ses leçons ont été immédiatement mises en œuvre. Le principal obstacle était constitué par les objections de la défunte Compagnie britannique des Indes orientales et de ses exécuteurs, qui souhaitaient conserver leur propre établissement militaire, et par les « irréductibles », des officiers supérieurs qui s'opposaient par principe à presque toute réforme. Les archi-conservateurs parmi les officiers de l'armée étaient dirigés par le commandant en chef des forces, le prince George, duc de Cambridge, qui était le cousin de la reine Victoria :
… presque le dernier des personnages typiquement hanovriens créés par la dynastie régnante anglaise, et qui tirait ses idées sur l'exercice et la discipline du boucher Cumberland et de l'école prussienne de Frédéric le Grand, roi de Prusse.
Le 2 août 1870, le Parlement vote un crédit de 20 000 hommes supplémentaires pour l'armée et de deux millions de livres. Cette décision a été suivie par l'un des pamphlets militaires les plus réussis de toute l'Angleterre victorienne, intitulé « La Bataille de Dorking » (The Battle of Dorking). Rédigé par le colonel (plus tard général) Sir George Chesney, directeur du Royal Indian Engineering College, il soulevait l'idée que, malgré les actes du Parlement de l'année précédente concernant l'armée, la Grande-Bretagne était confrontée à la possibilité d'une invasion allemande.
Cardwell, protégé de Gladstone et secrétaire d'État à la Guerre depuis 1868, était déterminé non seulement à augmenter les effectifs militaires britanniques, mais aussi à les réformer. Ces deux objectifs ne seront pas faciles à atteindre, mais le besoin est grand. Même les dures leçons de la Crimée avaient été rejetées, ignorées ou oubliées à cette époque, laissant des besoins critiques non satisfaits.
Comme l'a écrit R. C. K. Ensor (en) à propos de cette époque:
« Si… [toute] critique avait fait son chemin, c'était que l'Angleterre n'avait aucune notion de l'art de la guerre. On attendait des officiers britanniques qu'ils soient des gentlemen et des sportifs, mais en dehors des casernes, ils étaient « totalement dépourvus de connaissances militaires ». Ce manque n'est pas considéré comme un inconvénient, puisque les officiers de Marlborough et de Wellington s'en sont passés. Seule la montée en puissance de l'armée prussienne… a réussi à ébranler cette complaisance. »

## Premières réformes
Cardwell entreprend trois premières réformes :
- En 1868, il abolit la flagellation et les autres mesures disciplinaires sévères dans l'armée en temps de paix. Cette mesure est contestée par presque tous les officiers supérieurs, qui s'appuient sur les opinions du duc de Wellington pour valider leurs objections. Pourtant, il était impératif d'attirer des recrues de qualité en veillant à ce que la vie du simple soldat soit meilleure qu'une sorte de servitude pénale. La flagellation fut maintenue comme punition en service actif, sous prétexte que des pouvoirs de punition extraordinaires pouvaient être requis sur le terrain, jusqu'à son abolition définitive en 1880.
- En 1869, les troupes ont été retirées des colonies autonomes, qui ont été encouragées à lever leurs propres forces locales. Cette dispersion des troupes dans des colonies éloignées était également une politique de Wellington. Ses motifs initiaux avaient été d'éviter la méfiance traditionnelle des Britanniques à l'égard d'une armée permanente (menée par les Whigs). Cette politique a été un échec sur le plan économique et a également empêché toute formation à un niveau supérieur à celui du bataillon. En 1871, 26 000 soldats britanniques avaient été retirés des territoires d'outre-mer et étaient rentrés en Grande-Bretagne.
- L'année 1870 voit l'abolition des primes pour les recrues et l'établissement de directives pour le renvoi rapide des mauvais éléments connus de l'armée et de la marine.

## Loi sur l'enrôlement dans l'armée
Comme première étape législative majeure vers une réforme militaire, Cardwell a présenté la loi de 1870 sur l'enrôlement dans l'armée (service court), qui a été adoptée par la Chambre des communes à la fin du printemps 1870.
De la fin des guerres napoléoniennes jusqu'en 1847, les hommes étaient enrôlés pour vingt et un ans, pratiquement à vie (l'option de service court de sept ans disponible pendant les guerres a pris fin lorsque les guerres se sont terminées). Avec la persistance de la flagellation, cela a donné à l'armée son caractère de quasi prison. Le manque d'effectifs dans l'armée a entraîné l'adoption de la loi de 1847 sur la durée du service dans l'armée, qui prévoyait un engagement de dix ans, puis de douze ans, mais cette durée était encore trop longue. À la fin de leur engagement, les soldats avaient le choix entre accepter d'être libérés sans pension ou de s'engager pour une nouvelle période de dix ou de douze ans. Après de nombreuses années sans autre métier que celui de soldat, plus de la moitié des soldats libérés ont choisi de se réengager immédiatement. Parmi ceux qui ont pris une décharge volontaire, un sur cinq s'est réengagé dans les six mois.
Le système d'enrôlement existant de l'armée a donc produit une armée de soldats expérimentés, voire de vétérans, mais aucune classe de réserve qui pourrait être rappelée pour servir en cas d'urgence nationale. La leçon de la guerre franco-prussienne a été la nécessité absolue d'une armée de réserve (army reserve) fiable composée d'hommes bien entraînés, en bonne santé et vigoureux. Presque tous les soldats britanniques ont servi plus de la moitié de leur engagement à l'étranger, le plus souvent dans des climats tropicaux, comme l'Inde. Après leur retour en Grande-Bretagne, leur physique était rarement bon.
En vertu de la loi sur les forces de réserve de 1867, une "réserve de l'armée de première classe" (First Class Army Reserve) avait été créée, composée de soldats libérés du service actif qui n'avaient pas terminé leur période de service, pour disposer d'un effectif de 20 000 hommes en théorie. En pratique, en 1868, seuls 2 033 hommes faisaient partie de ce corps. La "réserve de l'armée de deuxième classe" (Second Class Army Reserve) devait être composée de pensionnés de l'armée et de soldats libérés ayant au moins cinq ans de service régulier. La First Class Army Reserve était susceptible de servir outre-mer en cas de guerre, tandis que la Second Class Army Reserve était destinée au service intérieur pour se défendre contre une invasion.
Cardwell a donc soumis au Parlement l'idée d'un "service court". La loi de 1870 permettait à un soldat de choisir de passer du temps dans les réserves plutôt que dans l'armée régulière et d'être payé quatre pence par jour, en échange d'une courte période d'entraînement chaque année et d'une obligation de servir lorsqu'il était appelé. Les hommes s'engagent désormais pour une durée maximale de douze ans. La durée minimale du service effectif requis varie selon la branche : six ans pour l'infanterie,,, huit ans pour la cavalerie de ligne et l'artillerie, douze ans pour la Household Cavalry, trois ans pour le Army Service Corps,. À sa démobilisation, un soldat de n'importe quel corps reste désormais dans la réserve pour le reste de sa période de douze ans, sous l'égide de la First Class Army Reserve. (Dans les années suivantes, les soldats entrant dans la réserve pour servir le reste de leur temps seraient classés dans la section A ou la section B de l'Army Reserve). Quant à la proportion du temps passé en service actif avec les couleurs par rapport au reste dans la réserve, elle devait être fixée de temps à autre par le secrétaire d'État à la Guerre,. En 1881, le service court pour l'infanterie a été augmenté à sept ans avec les couleurs, et cinq ans avec la réserve, sur une période d'engagement de douze ans.,.
Il y avait une opposition à l'enrôlement à court terme tant au Parlement que parmi les officiers supérieurs de l'armée. La Reine aurait signé la loi "à contrecœur", mais le système a fonctionné, produisant une augmentation immédiate des effectifs de l'armée. Bien qu'un certain nombre de sous-officiers de longue date choisissent de rester sous les drapeaux pour le service maximum autorisé de vingt et un ans, la grande majorité des soldats passent dans la réserve à la fin de leur engagement initial. En 1900, les réservistes comptaient environ 80 000 hommes formés, encore relativement jeunes et disponibles pour être rappelés dans leurs unités à bref délai en cas de mobilisation générale.

## Schéma de localisation
Cardwell a ensuite adopté la loi de 1871 sur la réglementation des forces armées. Auparavant, les soldats s'étaient engagés pour le service général et étaient susceptibles d'être incorporés dans n'importe quel régiment, quelles que soient leurs préférences, un autre facteur qui avait rendu le service dur et impopulaire. Il avait été reconnu dès 1829 par Lord Palmerston que :
"Ils aiment savoir qu'ils seront dans un certain régiment, lié, peut-être, à leur propre comté, à leurs propres amis, et à des officiers qui ont établi un lien avec ce district. Il y a souvent une préférence de la part du peuple pour un régiment plutôt qu'un autre, et je pense qu'il y aurait une grande répugnance chez les hommes à s'enrôler pour le service général, et à être susceptibles d'être appelés et envoyés dans n'importe quel corps ou station."
Néanmoins, l'armée avait insisté pendant des années sur le fait qu'elle ne pouvait être administrée que sur la base du service général.
Dans le cadre du plan de localisation de Cardwell, le pays est divisé en 66 districts de brigade (rebaptisés plus tard districts régimentaires), en fonction des frontières des comtés et de la densité de la population. Tous les régiments d'infanterie de ligne seront désormais composés de deux bataillons, partageant un dépôt et une zone de recrutement associée. Un bataillon sert outre-mer, tandis que l'autre est stationné au pays pour l'entraînement. La milice de cette région devenait alors (généralement) le troisième bataillon. Il y avait des limites à la mise en œuvre de la localisation. Certaines régions de recrutement (par exemple Londres et une grande partie de l'Irlande) offraient plus de recrues que ne pouvait en absorber le régiment lié. De même, les zones rurales faiblement peuplées de certains comtés anglais ou des Highlands écossais ne pouvaient pas toujours fournir les effectifs nécessaires.
Les vingt-cinq premiers régiments de ligne étaient déjà composés de deux bataillons, mais presque tous les régiments de rang supérieur n'avaient qu'un seul bataillon. De nombreux régiments ont été reliés pour produire des régiments à deux bataillons, un processus interne compliqué impliquant de nombreux débats sur les traditions régimentaires et l'ancienneté, qui n'a pas été achevé avant les réformes Childers de 1881.

## Autres réformes
Outre ses deux principaux textes de loi, Cardwell a également introduit un certain nombre de réformes par le biais de décrets ou d'autres instruments statutaires.
- Un décret de 1871 abolit certaines pratiques disciplinaires peu utilisées comme le marquage au fer rouge ;
- La vente de commissions a été abolie, tout comme les grades subalternes de cornette (cavalry Cornet) dans la cavalerie et d'enseigne (infantry Ensign) dans l'infanterie, remplacés par celui de Second Lieutenant (dans la pratique, le style "Cornet" est toujours utilisé pour les Second Lieutenants des Blues and Royals et des Royal Hussars, et le terme "Ensign" est toujours utilisé par les régiments de Foot Guards, par exemple lors de la cérémonie du Trooping the Colour).
- Les unités étaient affectées au même établissement, qu'elles servent sur le territoire national (une définition qui comprenait non seulement le Royaume-Uni mais aussi les îles Anglo-Normandes, Gibraltar et Malte) ou à l'étranger. (Dans une certaine mesure, cela a été rendu possible par le transport par bateau à vapeur et le canal de Suez). Les unités servant à l'étranger disposaient auparavant d'un effectif autorisé plus important, afin de compenser les pertes dues à la maladie ou au climat, qui étaient difficiles à remplacer, mais cela laissait les unités nationales en sous-effectif chronique, car elles étaient dépouillées de soldats pour amener les unités partant à l'étranger à leur effectif autorisé. Une fois les établissements distincts supprimés, les unités nationales pouvaient désormais être utilisées pour former un corps expéditionnaire efficace.

Cardwell réforma également l'administration du War Office, empêchant les luttes intestines et les querelles entre les différents départements et abolissant l'administration séparée des Réserves et des Volontaires. La politique de défense du Canada, des colonies australiennes et de la Nouvelle-Zélande est dévolue à ces dominions, et plusieurs petites garnisons sont remplacées par des unités levées localement.

## Le rôle de Garnet Wolseley
Garnet Wolseley est à la base des réformes Cardwell. En tant que jeune colonel (plus tard maréchal Lord), Wolseley a été nommé adjudant général adjoint au War Office en 1871, et considéré par Cardwell comme son principal conseiller militaire et son protégé,. Il a joué un rôle essentiel dans les projets de réforme Cardwell de l'armée. Alors qu'il gravit rapidement les échelons, Wolseley continue de se battre pour ce qu'il considère comme le principal pilier des réformes : fournir un double cadre pour une expansion à grande échelle en temps de guerre, à savoir des réserves régulières, générées par un service court, ainsi qu'une milice revitalisée intégrée dans la nouvelle structure géographique des régiments.
Cardwell fait pression pour qu'il commande l'expédition Ashanti en 1873. À son retour, il est nommé inspecteur général des forces auxiliaires en avril 1874. Dans ce rôle, il concentre ses efforts sur la constitution de forces de réserve volontaires adéquates. Se heurtant à l'opposition des hauts gradés, il rédigea un mémorandum très ferme et parla de démissionner lorsqu'ils tentèrent de le persuader de le retirer. Il devint un défenseur à vie des réserves de volontaires, déclarant plus tard que toutes les réformes militaires depuis 1860 dans l'armée britannique avaient d'abord été introduites par les volontairesLongtemps après le départ de Cardwell, lors de sa nomination au War Office en tant que Quartermaster-General to the Forces en juillet 1880, il a constaté qu'il y avait toujours une grande résistance au système de service court et a utilisé sa personnalité publique grandissante pour retourner au combat, y compris en faisant un discours lors d'un banquet à Mansion House dans lequel il a commenté : " ...comment une armée levée sous le système de service long a totalement disparu en quelques mois sous les murs de Sébastopol ". La force étonnamment importante requise pour la phase initiale de la deuxième guerre des Boers en 1899 a été fournie principalement au moyen du système de réserves que Cardwell avait conçu et que Wolseley avait construit. En faisant appel à des réservistes réguliers et à des réserves de volontaires, la Grande-Bretagne a pu rassembler la plus grande armée qu'elle ait jamais déployée à l'étranger.

## Évaluation
Ces réformes ont commencé à transformer les forces britanniques en une force impériale efficace. Un changement de gouvernement a chassé Cardwell du pouvoir en 1874, mais ses réformes ont été maintenues malgré les tentatives de l'armée régulière de les abolir et de revenir à la situation confortable et familière de l'après-1815.
La loi sur les forces de réserve de 1867 n'a pas permis de recruter le nombre de réservistes nécessaires, le taux de rémunération offert pour la réserve de l'armée de première classe étant si bas que très peu de personnes s'y sont engagées. Pour remédier à cette situation, leur solde a été doublé, à condition qu'ils acceptent les nouvelles conditions de service contenues dans la loi sur l'enrôlement dans l'armée de 1870. Contrairement à son prédécesseur, le recrutement en vertu de cette nouvelle loi a été très satisfaisant et a eu l'effet désiré de remplir leurs effectifs à la force réglementée.
Les historiens de l'armée britannique ont généralement loué les réformes Cardwell comme étant essentielles à une modernisation complète. Ils soulignent que le duc de Cambridge a bloqué de nombreuses autres réformes, telles que l'adoption d'un système d'état-major général comme celui mis en place par l'armée prussienne avec succès,,, .
Cependant, une minorité d'historiens, principalement des spécialistes politiques, ont critiqué la nature limitée des réformes. Theodore Hoppen affirme que ces réformes étaient au mieux partielles, au pire inefficaces..... Aucun département de planification n'a été créé et aucun chef d'état-major n'a été nommé pour définir l'objectif et la stratégie de l'armée dans son ensemble, car les politiciens, les fonctionnaires et les soldats se sont tous montrés réticents à prendre au sérieux l'idée que la Grande-Bretagne pourrait un jour être impliquée dans une guerre européenne de grande envergure.

## Biobliographie
- General Sir Robert Biddulph, Lord Cardwell at the War Office: a History of his Administration 1868 – 1874, London, John Murray, 1904 (OCLC 316005611, lire en ligne)
- Robert Ensor, England 1870-1914, Oxford University Press, coll. « Oxford History of England », 1936 (lire en ligne)
- Joseph Lehmann, All Sir Garnet: A Life of Field-Marshal Lord Wolseley, Jonathan Cape, 1964 (lire en ligne)
- William McElwee, The Art of War: Waterloo to Mons, Weidenfeld & Nicolson, 1974 (ISBN 0-297-76865-4)
- James Alexander Williamson, The Evolution of England: A Commentary on the Facts, Clarendon Press, 1931 (lire en ligne)